# Maasmechelen
Maasmechelen (lim. Mechele) –  gmina (gemeente) w Belgii, w Regionie Flamandzkim, w prowincji Limburgia, w okręgu Tongeren. 1 stycznia 2024 roku liczyła 40 219 mieszkańców.

## Podział administracyjny
W skład gminy wchodzi osiem dzielnic (deelgemeente):
- Boorsem
- Eisden
- Leut
- Mechelen-aan-de-Maas
- Meeswijk
- Opgrimbie
- Uikhoven
- Vucht

## Sport
W miejscowości działa klub piłkarski Patro Eisden Maasmechelen. Ulokowany jest tu tor rallycrossowy Duivelsbergcircuit.

## Osoby

### związane z gminą
- Kim Clijsters, tenisistka
- Katerine Avgoustakis, piosenkarka

## Współpraca
Miejscowość partnerska:
- Škofja Loka, Słowenia